# Міжнародна кавова організація

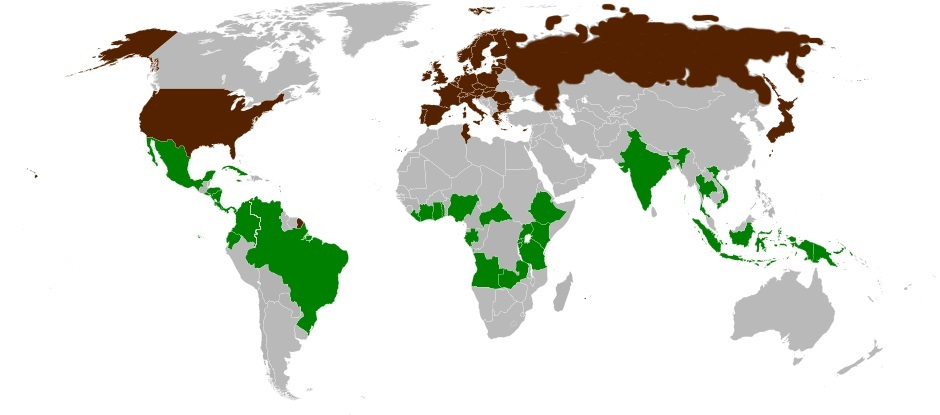
На карті зображені країни-члени Міжнародної організації з кави
зелений — країни-експортери
коричневий — країни-імпортери

Міжнародна кавова організація або Міжнародна організація з кави (МОК) (англ. International Coffee Organization, ICO) — міжурядова організація, яка об'єднує країни-імпортери та країни-експортери кави, для спільного вирішення проблем у світовому секторі кави через міжнародну співпрацю.

## Історія створення
1962р. — велике значення кави для світової економіки, підштовхнула провідні країни, які імпортували та експортували кавові зерна, з ініціативи ООН, підписати першу Міжнародну угоду з кави (ICA) терміном дії 5 років.
Протягом року до Угоди вносили зміни та доповнення, але головні цілі та концепції залишалися незмінними:
- регулювати світовий ринок кави та сприяти стабілізації цін на сировину;
- стимулювати ріст споживацького попиту, регулюючи цінову політику;
- підтримувати формування цін на рівні, який буде покривати витрати на вирощування кави;
- сприяти постійному впровадженню інноваційних технологій виробництва[2]

1963р. — створена Міжнародна організація з кави з метою контролю виконання Угоди та регулювання оптимального співвідношення попиту та пропозиції на світовому ринку з використанням системи експортних квот.
1968р. – підписана друга Міжнародна угода з кави. Як і попередня, вона містила положення з процедури використання системи квотування, відповідно до якої, поставки кави, що перевищують споживчий попит, видаляються з ринку, обмежуються поставки і рекламні заходи, які сприяють зростанню споживчого попиту.
1973р. — структурні зміни у співвідношенні попиту та пропозиції призвели до зростання цін та краху системи квот. Приймається рішення подовжити дію Угоди 1968 р.
1975р. — внаслідок заморозків в Бразилії було знищено 70 % врожаю, загинули кавові дерева. Ці негативні наслідки відчувалися ще до кінця 1976 р. — світові ціни на каву зросли у 5 разів. Така ситуація вплинула на хід переговорів, перед підписанням нової 3-ї Угоди.
2007р. — підписано 4 Міжнародну угоду з кави, яка остаточно почала діяти з 2011 р.

## Діяльність
Свою діяльність Міжнародна організація з кави зосереджуе на таких напрямках роботи:
- Покращення якості сировини
- Розробка сталої економіки кави
- Просування та розширення ринку
- Розробка ініціатив з диверсифікації
- Розповсюдження знань про каву
- Безпека продуктів харчування

МОК є акредитованим наглядачем у Комісії Кодекс Аліментаріус та бере активну участь у розробці Керівництва із запобігання утворення мікотоксинів у зернах кави.

## Структура управління
Міжнародна кавова рада: Рада є вищим органом влади та складається з представників кожного уряду країни-члена. Вона збирається в березні та вересні, щоб обговорити питання кави, затвердити стратегічні документи та розглянути рекомендації дорадчих органів та комітетів.
Засідання Ради дозволяють делегатам підтримувати контакти на високому рівні з основними гравцями у глобальній кавовій промисловості. Представники представлені урядовими міністерствами, та посольствами за підтримки заступників від промисловості та радників.
Рішення, як правило, приймаються на основі консенсусу. Це важливо, щоб заходи, які можуть мати серйозний вплив на каву, такі як проекти, досягли якомога більшої підтримки.
Виконавчий директор: виконавчий директор несе відповідальність перед Радою з питань управління та функціонування Угоди. Зараз є Хосе Даустер Сетт, громадянин Бразилії, є виконавчим директором з 1 травня 2017 року (обирається раз на 5 років).
Консультативний форум з фінансування кавового сектора: Консультативний форум сприяє консультаціям з питань фінансування та управління ризиками в кавовому секторі з акцентом на потребах виробників малих та середніх підприємств та місцевих громад у районах виробництва кави.
Консультативна рада з питань приватного сектору: складається з 16 провідних представників промисловості країн-експортерів та імпортера. Вона розглядає такі питання, як збільшення вартості та обсягу всесвітнього споживання кави; розвиток сектора кави; безпека харчових продуктів, якість та проблеми постачання кави.
Світова кавова конференція: Всесвітня кавова конференція проводиться кожні чотири-п'ять років, з метою сприяння досягненню цілей цієї Угоди. Рада приймає рішення щодо назви, теми та термінів проведення Конференції в консультації з Консультативним комітетом з питань приватного сектору.
Комітет проектів: Комітет проектів видає рекомендації Раді з усіх питань, пов'язаних із поданням, оцінкою, затвердженням та фінансуванням проектів, а також їх реалізацією та оцінкою.
Комітет з питань розвитку та розвитку ринку: Комітет з питань розвитку та розвитку ринку робить рекомендації Раді щодо сприяння споживанню кави та питань розвитку ринку, включаючи плани розвитку ринку та стимулювання споживання, кави та здоров'я, аналіз нових пропозицій та механізмів фінансування діяльності.
Комітет з фінансів та управління: Комітет з питань фінансів та управління подає рекомендації Раді з фінансових та адміністративних питань, включаючи схвалення адміністративного бюджету та річних рахунків Організації.
Статистичний комітет: Статистичний комітет видає рекомендації Раді з питань статистики, включаючи статистичну інформацію про світові виробництва, ціни, експорт, імпорт та реекспорт, розподіл та споживання кави; індикаторні ціни; запаси та відповідність у наданні статистичної інформації.
Секретаріат: керівник операцій та керівник фінансів та адміністрації несуть відповідальність за такі напрями роботи, як проекти, статистика, інформація та фінанси. Відповідальність за реалізацію програми діяльності відповідає міжнародний професійний персонал, до складу якого входять економісти, статистики та допоміжний персонал.

## Члени
Членами МОК є 78 країн, з них 51 член (ЄС вважається як один член), які представляють 98 % світового виробництва та 83 % світового споживання кави.
Країни-члени експортери (44):
- Ангола
- Болівія
- Бразилія
- Бурунді
- Камерун
- Центрально Африканська Республіка
- Колумбія
- Коста-Рика
- Кот-д'Івуар
- Куба
- Демократична Республіка Конго
- Еквадор
- Сальвадор
- Ефіопія
- Габон
- Гана
- Гватемала
- Гондурас
- Індія
- Індонезія
- Кенія
- Ліберія
- Мадагаскар
- Малаві
- Мексика
- Непал
- Нікарагуа
- Панама
- Папуа-Нова Гвінея
- Парагвай
- Перу
- Філіппіни
- Руанда
- Сьєрра-Леоне
- Танзанія
- Таїланд
- Тимор-Лешті
- Того
- Уганда
- Венесуела
- В'єтнам
- Ємен
- Замбія
- Зімбабве

Країни-члени імпортери (7):
Європейський союз: 
- Австрія
- Бельгія
- Болгарія
- Хорватія
- Кіпр
- Чехія
- Данія
- Естонія
- Фінляндія
- Франція
- Німеччина
- Греція
- Угорщина
- Ірландія
- Італія
- Латвія
- Литва
- Люксембург
- Мальта
- Нідерланди
- Польща
- Португалія
- Румунія
- Словаччина
- Словенія
- Іспанія
- Швеція
- Велика Британія

- Японія
- Норвегія
- Російська Федерація
- Швейцарія
- Туніс
- Сполучені Штати Америки